# Marta Bastianelli
Marta Bastianelli (* 30. April 1987 in Velletri, Latium) ist eine ehemalige italienische Radrennfahrerin.

## Sportliche Laufbahn
Der größte Erfolg ihrer Karriere war der Sieg im Straßenrennen der Straßenweltmeisterschaften 2007 in Stuttgart, nachdem sie bei den Straßenweltmeisterschaften 2004 in Verona bereits Vizeweltmeisterin im Straßenrennen der Juniorinnen geworden war.
Besonders ab 2015 konnte Bastianelli wieder einige Erfolge feiern, darunter Etappensiege beim Giro della Toscana Femminile und bei der Trophée d’Or Féminin. 2016 wurde sie zudem zweifache italienische Meisterin auf der Bahn: in der Mannschaftsverfolgung mit Tatiana Guderzo, Elena Cecchini und Simona Frapporti sowie im Teamsprint mit Frapporti.
2017 und 2018 war Marta Bastianelli mit mehreren Siegen auf der Straße erfolgreich: So gewann sie 2017 jeweils eine Etappe bei  Emakumeen Bira und beim Giro d’Italia Femminile, zudem die Eintagesrennen Gran Premio della Liberazione Pink und Gran Premio Beghelli Donne. 2018 war ihr bis dahin erfolgreichstes Jahr seit 2008, in dem sie unter anderem eine Etappe der Setmana Ciclista Valenciana, der BeNe Ladies Tour sowie des Giro della Toscana Femminile sowie Gent–Wevelgem gewann. Im selben Jahr wurde sie Europameisterin im Straßenrennen.
Im Jahr darauf, 2019, konnte Bastianelli ihre Erfolgsserie fortsetzen: Sie gewann unter anderem den Omloop van het Hageland, die Ronde van Drenthe, die  Flandern-Rundfahrt, das Open de Suède Vårgårda und den  Gran Premio Beghelli Donne. Beim Rennen Gracia Orlová entschied sie die Gesamtwertung, Punkte- und Bergwertung sowie zwei Etappen für sich. Zudem wurde sie italienische Straßenmeisterin. Im Frühjahr 2020 gewann sie die Vuelta a la Comunitat Valenciana Féminas. 2021 gewann sie eine Etappe Tour de Suisse Women sowie das Eintagesrennen La Périgord Ladies. Im Jahr darauf konnte sie mehrere Erfolge versuchen: Sie entschied die Vuelta a la Comunitat Valenciana Féminas, eine Etappe der Setmana Ciclista Valenciana, den Omloop van het Hageland (zum zweiten Mal), das Festival Elsy Jacobs sowie zwei Etappen der Tour de Bretagne.
Im Dezember 2022 kündigte Marta Bastianelli an, nach dem Giro d’Italia Donne 2023 im Juli 2023 ihre Karriere zu beenden. Sie wurde in diesem Wettbewerb 57. der Gesamtwertung.

## Doping
Bastianelli wurde bei einem Dopingtest vom 5. Juli 2008 im Rahmen der U23-Europameisterschaften in Verbania positiv auf Fenfluramin, ein Bestandteil von Diät-Mitteln, getestet und für zwei Jahre bis August 2010 gesperrt.

## Erfolge

### Straße
2004

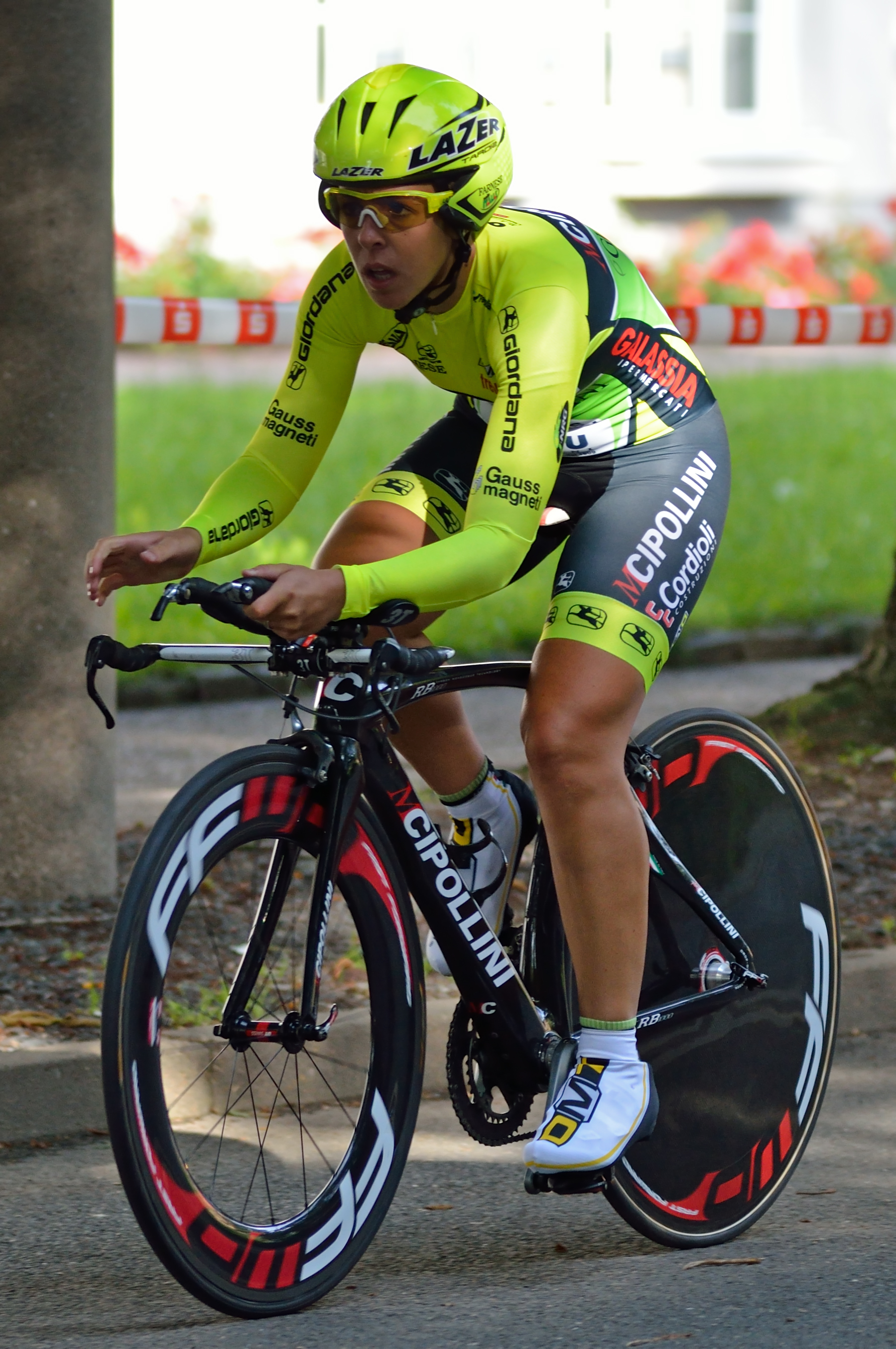
Bastianelli bei der Thüringen-Rundfahrt 2012

- Junioren-Weltmeisterschaft – Straßenrennen

2005
- Junioren-Europameisterschaft – Straßenrennen

2007
- Weltmeisterin – Straßenrennen

2008
- Straßen-Europameisterschaft (U23) – Straßenrennen

2013
- eine Etappe Tour Languedoc Roussillon

2015
- eine Etappe Giro della Toscana Femminile

2016
- Omloop van het Hageland
- Gran Premio della Liberazione
- zwei Etappen Trophée d’Or Féminin

2017
- Gran Premio della Liberazione
- eine Etappe Emakumeen Bira
- eine Etappe Giro d’Italia Femminile
- Gran Premio Beghelli Donne

2018
- eine Etappe Setmana Ciclista Valenciana
- Gent–Wevelgem
- Grand Prix de Dottignies
- Pfeil von Brabant
- Trofee Maarten Wynants
- eine Etappe BeNe Ladies Tour
- Europameisterin – Straßenrennen
- eine Etappe Giro della Toscana Femminile

2019
- Omloop van het Hageland
- Ronde van Drenthe
- Flandern-Rundfahrt
- Gesamtwertung, zwei Etappen, Punktewertung und Bergwertung Gracia Orlová
- eine Etappe Thüringen-Rundfahrt
- Italienische Meisterin – Straßenrennen
- Open de Suède Vårgårda – Straßenrennen
- eine Etappe Tour Cycliste Féminin International de l’Ardèche
- Gran Premio Beghelli Donne

2020
- Vuelta a la Comunidad Valenciana Femeninas

2021
- eine Etappe Tour de Suisse Women
- La Périgord Ladies
- eine Etappe Tour Cycliste Féminin International de l’Ardèche
- eine Etappe The Women’s Tour

2022
- Vuelta a la Comunitat Valenciana Féminas
- eine Etappe Setmana Ciclista Valenciana
- Omloop van het Hageland
- Gesamtwertung, eine Etappe und Punktewertung Festival Elsy Jacobs
- zwei Etappen Tour de Bretagne

### Bahn
2016
- Italienische Meisterin – Mannschaftsverfolgung (mit Tatiana Guderzo, Elena Cecchini und Simona Frapporti), Teamsprint (mit Simona Frapporti)